# Liste internationaler Flamencofestivals

## Festivals und Wettbewerbe

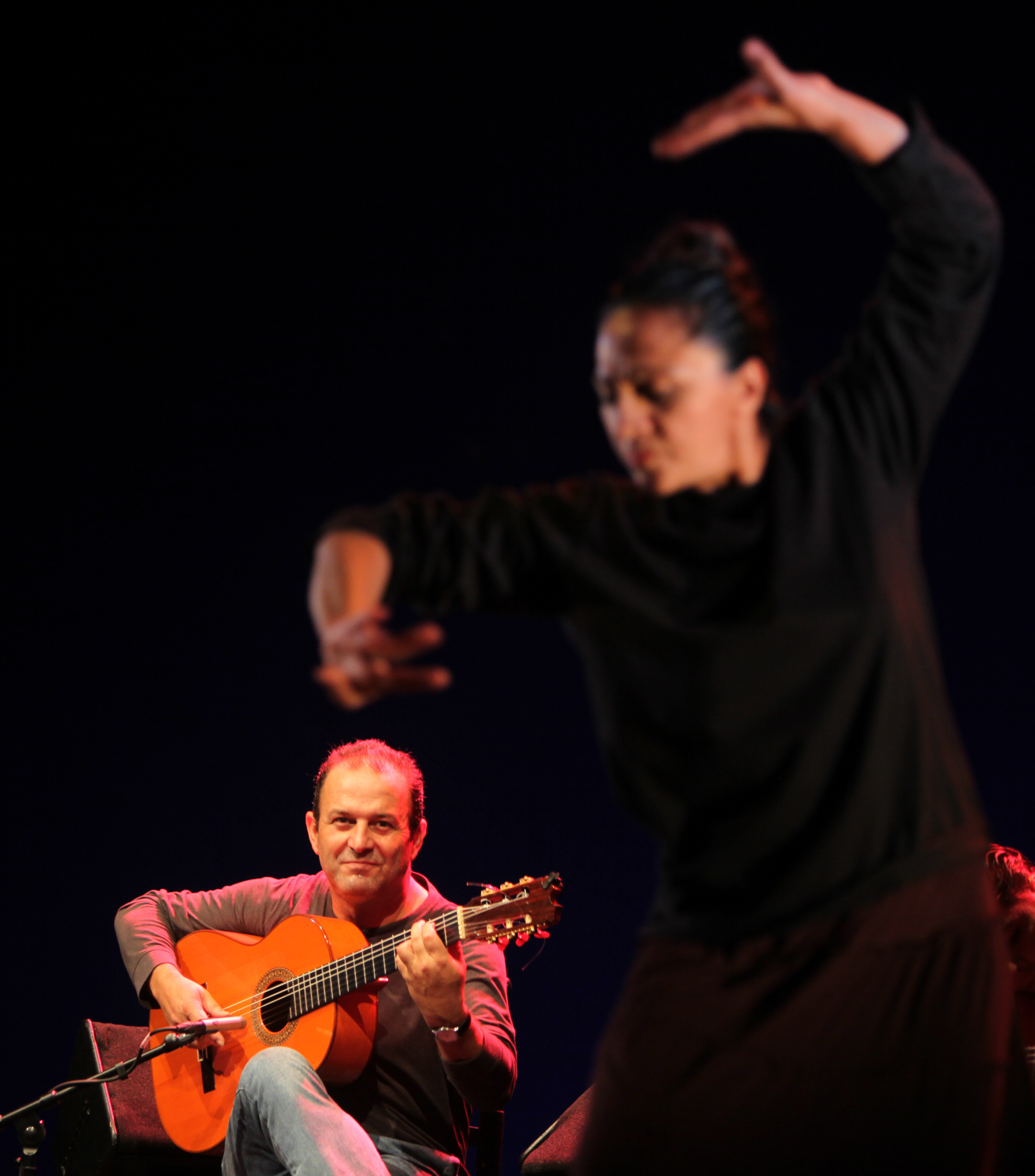
Gerardo Núñez und Carmen Cortés. XVII. Bienal de Flamenco, Sevilla 2012.

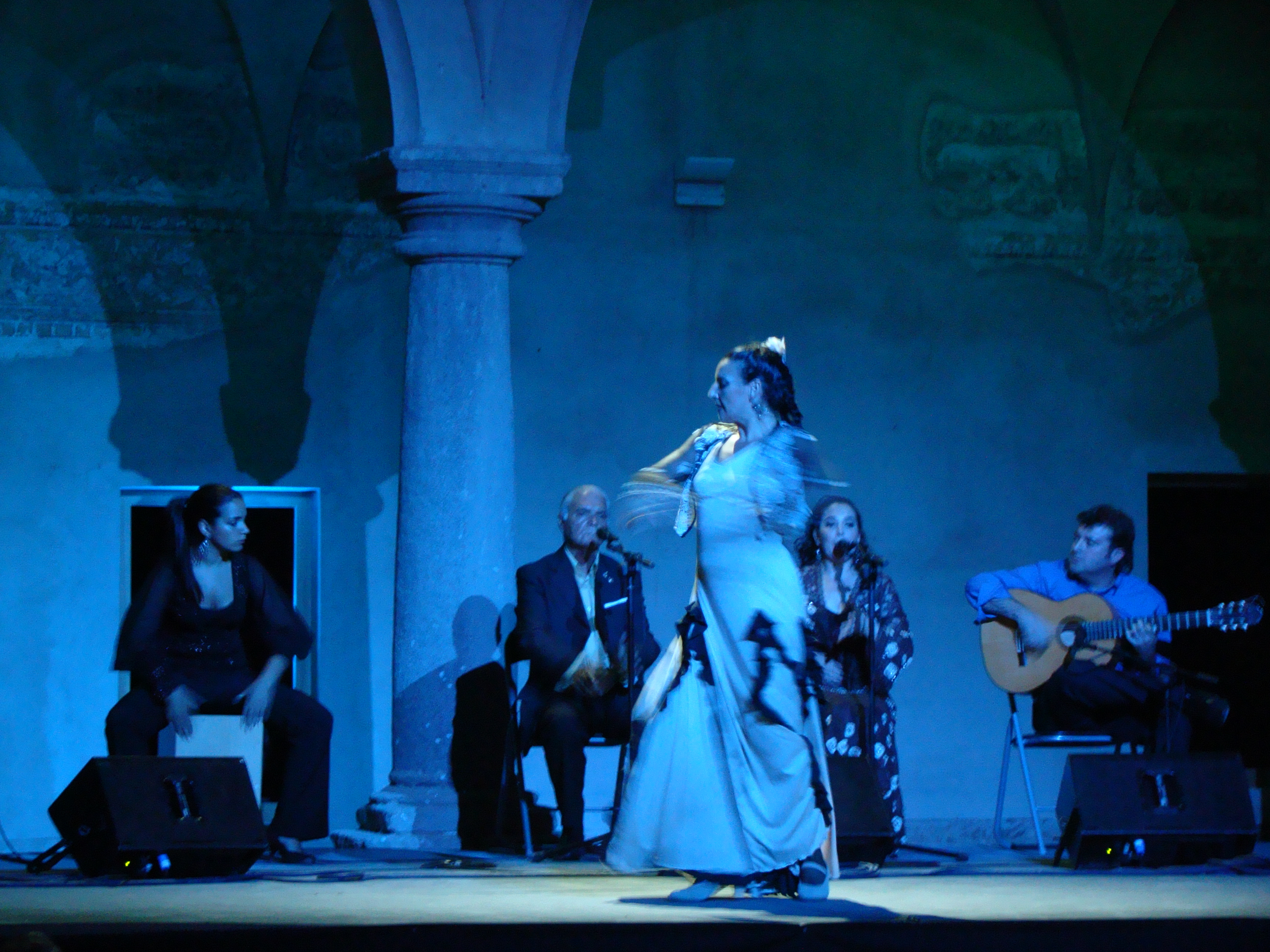
Flamenco-Aufführung auf dem Festival internacional de la Sierra, Fregenal de la Sierra 2009.

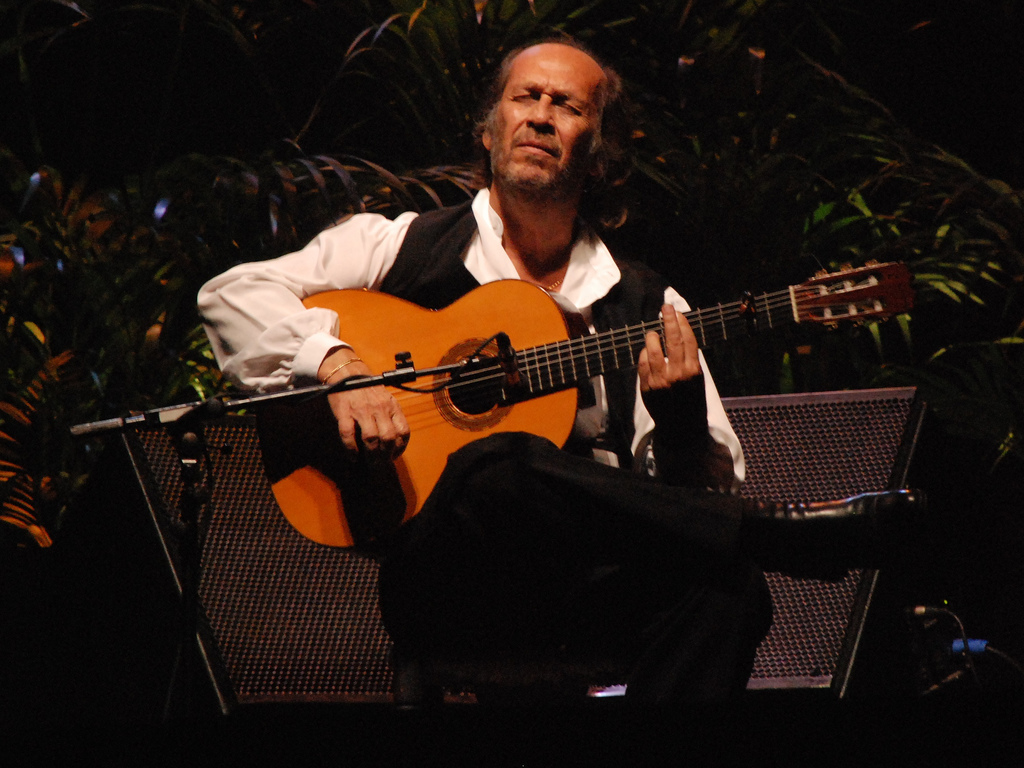
Paco de Lucía. Málaga en Flamenco, Festival in Málaga, September 2007

In Spanien und vielen anderen Ländern finden zahlreiche Flamenco-Festivals und Wettbewerbe statt. Zu den bedeutenden zählen:
| Festival                             | Ort                   | Monat                            |
| ------------------------------------ | --------------------- | -------------------------------- |
| Festival Flamenco                    | New York City         | Januar                           |
| Festival von Jerez                   | Jerez de la Frontera  | März                             |
| Concurso de Arte Flamenco            | Córdoba               | Mai (alle drei Jahre)            |
| Málaga en Flamenco                   | Málaga                | Juni, in den ungeraden Jahren    |
| Potaje Gitano                        | Utrera                | Juni                             |
| Festival de La Liviana               | Puerto Real           | Juni                             |
| Festival Flamenco de Cataluña        | Cornellà de Llobregat | Juni                             |
| Caracolá Lebrijana                   | Lebrija               | Juli                             |
| Concurso de Peteneras                | Paterna de Rivera     | Juli                             |
| Reunión de Cante Jondo               | La Puebla de Cazalla  | Juli                             |
| Festival Arte Flamenco               | Mont-de-Marsan        | Juli                             |
| Festival Cante Grande                | Álora                 | Juli – August                    |
| Gazpacho Andaluz                     | Morón de la Frontera  | August                           |
| Festival Cante Grande Fosforito      | Puente Genil          | August                           |
| Concurso Nacional de Alegrías        | Cádiz                 | August                           |
| Concurso Nacional de Tarantas        | Linares               | August                           |
| Festival de Almería                  | Almería               | August                           |
| Festival de Cante de las Minas       | La Unión              | August                           |
| Bienal de Sevilla                    | Sevilla               | September, in den geraden Jahren |
| Festival Cante Jondo Antonio Mairena | Mairena del Alcor     | September                        |
| Fiesta de la Bulería                 | Jerez de la Frontera  | September                        |